# Charles Frederick Scott

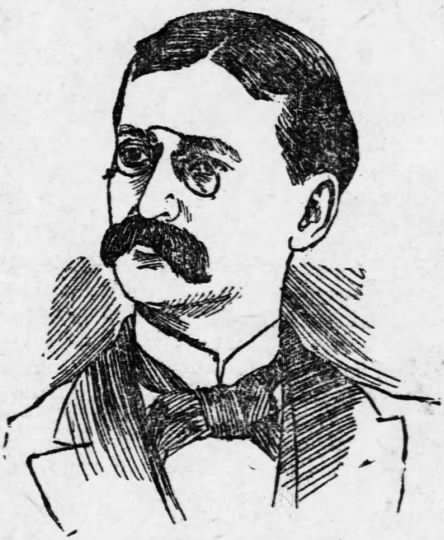
Charles Frederick Scott

Charles Frederick Scott (* 7. September 1860  bei  Iola, Allen County, Kansas; † 18. September 1938 in Iola) war ein US-amerikanischer Politiker. Zwischen 1901 und 1907 vertrat er den achten und von 1907 bis 1911 den zweiten Wahlbezirk des Bundesstaates Kansas im US-Repräsentantenhaus.

## Werdegang
Charles Scott besuchte die öffentlichen Schulen seiner Heimat und studierte dann bis 1881 an der University of Kansas. Danach arbeitete er für kurze Zeit in verschiedenen Stellen in Colorado und in den Territorien von New Mexico und Arizona. Bereits 1882 kehrte er nach Iola zurück. Dort stieg er in das Pressegeschäft ein und verlegte die Zeitung "Iola Register".
Scott war Mitglied der Republikanischen Partei. Zwischen 1892 und 1896 gehörte er dem Senat von Kansas. Bei den Kongresswahlen des Jahres 1900 wurde er im achten Distrikt von Kansas in das US-Repräsentantenhaus in Washington, D.C. gewählt, wo er am 4. März 1901 die Nachfolge von Willis Bailey antrat. Da er bei den folgenden Wahlen jeweils bestätigt wurde, konnte er seinen Wahlbezirk bis zum 3. März 1907 im Kongress vertreten. Seit 1906 kandidierte er im zweiten Distrikt. Im Kongress übernahm er am 4. März 1907 das zuvor von Justin De Witt Bowersock gehaltene Mandat. Nach einer Wiederwahl konnte er bis zum 3. März 1911 für zwei weitere Legislaturperioden im Repräsentantenhaus bleiben. Insgesamt absolvierte er dort zwischen 1901 und 1911 fünf zusammenhängende Amtsperioden. Seit 1907 war er Vorsitzender des Landwirtschaftsausschusses.
Im Jahr 1911 war Scott einer von fünf amerikanischen Delegierten am internationalen landwirtschaftlichen Institut in Rom. In den Jahren 1916 und 1932 war er Delegierter zu den jeweiligen Republican National Conventions. 1918 und 1928 bewarb er sich erfolglos um die Nominierung seiner Partei für den US-Senat. Beruflich arbeitete er bis zu seinem Tod im Jahr 1938 im Zeitungsgeschäft.